# Золотой Бор (платформа)
Остановочный пункт 154 км — железнодорожная станция (пассажирская) в Самарской области на территории Красноярского района.
Собственник станции — Куйбышевская железная дорога - филиал Открытое акционерное общество «Российские железные дороги».
Развитие станция получила в 1950 году, в годы строительства Куйбышевской ГЭС.

## Деятельность
Остановочный пункт пригородного направления: «Самара — Жигулёвское море».
Через остановочный пункт осуществляются пригородные перевозки пассажиров в Тольятти и Жигулёвск.
Пассажирские поезда дальнего следования по участку не курсируют.
В 2021 году было принято решение о переименовании остановочного пункта в «Золотой бор».